# モーリッツ・エッゲルト
モーリッツ・エッゲルト（Moritz Eggert、1965年11月25日 - ）は、ドイツの現代音楽の作曲家、ピアニスト、オペラ作曲家である。

## 略歴
高名な作家と写真家の親を持つ。作曲をクラウス・キュウヌルやミュンヘンのウィルヘルム・キルマイヤーらに師事。後にレオナルド・ホカンソンにもピアノを師事した。
ミュンヘン時代からビエンナーレの総監督のハンス・ヴェルナー・ヘンツェと親交が深く、全鍵盤作品を演奏するかたわら彼のレクイエムをトランペットとオルガンのための作品へ編曲したりしている。ガウデアムス賞には演奏と作曲の両面で入賞した。国際コンペに出場し始めたのは比較的遅かったが、30歳を過ぎた頃から、シュトゥットガルト賞からタイ国際サクソフォン作曲コンクールにいたるまで、世界中の作曲賞を総なめにしてドイツ国内にその名を轟かした。

## 芸風（作曲）
音楽におけるアクションの追求は初期から一貫しており、ピアノをかかとで弾いたり、各種の内部奏法を駆使したり、口腔のみを用いたり、自動車6台のクラクションを使用したり、二本のリコーダーを同時に演奏したり、歌手に演技をさせたり、ピアノを鼻で弾いたりと、ユニークな創作を展開している。「Bad Attitude II」では伝統的な名人芸をチェロとピアノでやりあう。ピアノのためのコンサートでは自作とムソルグスキーの展覧会の絵を演奏するなど伝統への配慮も欠かさない。近年ではポップスのアーティストと同じ扱いでソロアルバムをリリースしている。取り扱い出版社はショット、その次にシコルスキに移り、2021年現在はリコルディ・ベルリンである。

## 芸風（演奏）
現代音楽に偏らず、独自の選曲を行っていることで知られる。現代音楽のピアニストとしての起用は早く、若くしてハンス＝ユルゲン・フォン・ボーゼのピアノ作品を演奏していた。